# Władysław Reymont
Władysław Stanisław Reymont (nacido Stanisław Władysław Rejment) (Kobiele-Wielkie, Polonia 7 de mayo de 1867-Varsovia, 5 de diciembre de 1925) fue un novelista polaco que fue galardonado con el Premio Nobel de Literatura en 1924.

## Biografía
Władysław Reymont fue un destacado novelista polaco, conocido por sus detalladas y realistas descripciones de la vida rural. Nació el 7 de mayo de 1867 en Kobiele Wielkie, una pequeña aldea en Polonia.
Reymont no tuvo una educación formal extensa, pero eso no le impidió convertirse en un escritor autodidacta. Trabajó en varios oficios antes de dedicarse a la literatura, incluso fue sastre y actor de teatro.
Su obra más famosa es "Los Campesinos" ("Chłopi"), una novela épica que detalla la vida y las costumbres de los campesinos polacos. Esta obra le valió el Premio Nobel de Literatura en 1924. Otros trabajos notables incluyen "La Prometida" y "El Vagabundo".
Reymont falleció el 5 de diciembre de 1925 en Varsovia, Polonia. Aunque no es tan conocido internacionalmente como algunos de sus contemporáneos, su impacto en la literatura polaca es indiscutible.

## Principales obras
- Peregrinación a Częstochowa (1895)
- La comediante (1896)
- La tierra de la gran promesa (1897-1898),[1] 1998.
- Los campesinos (1904-1909)
- El vampiro (1911)
- El año 1794 (1913-1918)
- El soñador (Marzyciel, 1910)[1]